# Jan Knapík
Jan Knapík, né le 11 décembre 2000 en Tchéquie, est un footballeur tchèque qui évolue au poste de défenseur central au FK Teplice.

## Biographie

### En club
Né en Tchéquie, Jan Knapík est formé par le FK Teplice.
Il joue son premier match en professionnel avec le FK Teplice, le 6 novembre 2018, lors d'une rencontre de coupe de Tchéquie face au Dukla Prague. Il entre en jeu à la place de Daniel Trubač et son équipe s'impose par trois buts à un.
Knapík inscrit son premier but le 7 décembre 2019, lors d'une rencontre de championnat face au FC Fastav Zlín. Il marque de la tête sur un service de Mareš (en) et participe à la victoire de son équipe par deux buts à un. Il joue plus régulièrement avec l'équipe première à partir de l'automne 2019 et prolonge son contrat en avril 2020 jusqu'en juin 2023.
Le 22 août 2022, Knapík prolonge de nouveau son contrat avec le FK Teplice, étant alors lié au club jusqu'en juin 2025.

### En sélection
Jan Knapík joue son premier match avec l'équipe de Tchéquie espoirs le 12 octobre 2021, contre le Kosovo. Il est titularisé et son équipe l'emporte par trois buts à zéro.